# 映機工業
Eiki Industrial Co., Ltd.、映機工業株式会社，也称爱其，是一家日本的电子科技公司，其主要生产LCD放映机和数字光处理放映机，以及其他相关的高射投影仪等设备。

## 历史

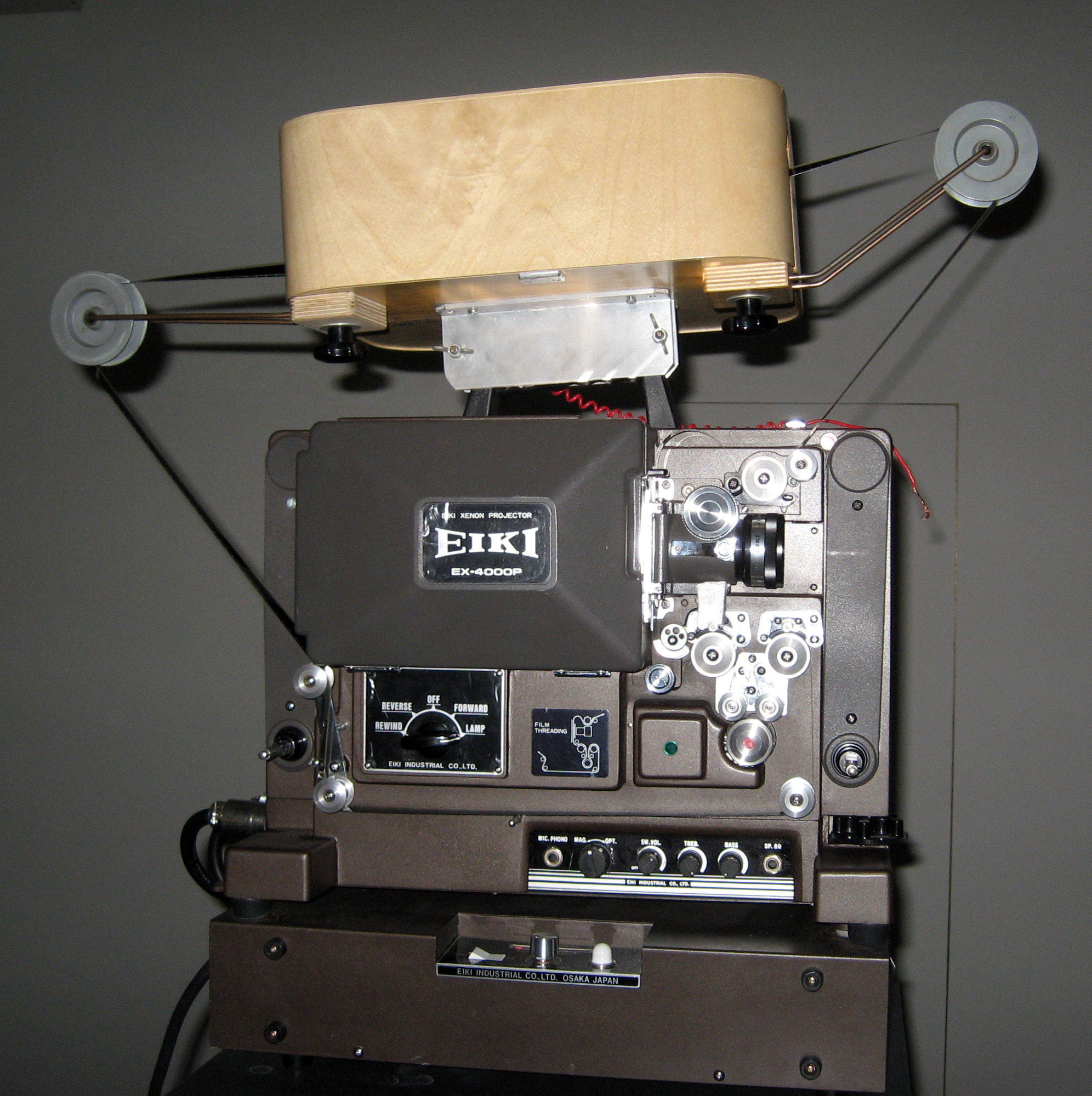
映機工業EX-4000P电影放映机

1953年10月1日，爱其成立于日本大阪，其来自于日语音译的放映机（Eishaki）。最早公司开始投身于教育领域的专业影像技术地研究，并很快生产出世界第一台16mm胶片放映机。通过不断的技术创新，1974年，公司在美国加州成立映機国际，并开始在美国销售产品。1988年，开始进入加拿大市场。1995年，进入德国市场，并成立德国分公司。1997年，进入中欧和东欧市场，并在捷克成立分公司。2005年，公司在中国上海成立了爱其影像设备(上海)有限公司。